# Miluk
Le miluk est une langue amérindienne de la famille des langues coos parlée aux États-Unis, sur la côte de l'Oregon, au Sud de la baie de Coos. La langue est éteinte. Elle est proche du hanis.

## Classification
Edward Sapir a inclus les langues coos dans son hypothèse des langues pénutiennes, au sein du sous-groupe des langues pénutiennes de la côte de l'Oregon.

## Prononciation
|            | Antérieure | Centrale  | Postérieure |
| ---------- | ---------- | --------- | ----------- |
| Fermée     | /i/ ‹ ii › |           | /u/ ‹ uu ›  |
| Mi-fermée  | /ɪ/ ‹ i ›  |           | /ʊ/ ‹ u ›   |
| Mi-ouverte | /ɛ/ ‹ e ›  | /ə/ ‹ ə › | /o/ ‹ o ›   |
| Ouverte    |            | /a/ ‹ a › |             |

|                | Bilabiale                       | Alvéolaire                            | Alvéolo-latérale                      | Post-alvéolaire                      | Palatale    | Vélaire                         | Labio-vélaire                         | Uvulaire                        | Labio-uvulaire                      | Glottale              |
| -------------- | ------------------------------- | ------------------------------------- | ------------------------------------- | ------------------------------------ | ----------- | ------------------------------- | ------------------------------------- | ------------------------------- | ----------------------------------- | --------------------- |
| Occlusive      | /p/ ‹ p › /b/ ‹ b › /pʼ/ ‹ p’ › | /t/ ‹ t › /d/ ‹ d › /tʼ/ ‹ t’ ›       |                                       |                                      |             | /k/ ‹ k › /ɡ/ ‹ g › /kʼ/ ‹ k’ › | /kʷ/ ‹ kw › /ɡʷ/ ‹ gw › /kʷʼ/ ‹ k’w › | /q/ ‹ q › /ɢ/ ‹ g̣ › /qʼ/ ‹ q’ › | /q/ ‹ qw › /ɢ/ ‹ g̣w › /qʷʼ/ ‹ q’w › | /ʔ/ ‹ ’ ›             |
| Affriquée      |                                 | /ts/ ‹ ts › /dz/ ‹ dz › /tsʼ/ ‹ ts’ › | /tɬ/ ‹ tɬ › /dɮ/ ‹ dl › /tɬʼ/ ‹ tɬ’ › | /tʃ/ ‹ ch › /dʒ/ ‹ j › /tʃʼ/ ‹ ch’ › |             |                                 |                                       |                                 |                                     |                       |
| Fricative      |                                 | /s/ ‹ s ›                             | /ɬ/ ‹ ɬ ›                             | /ʃ/ ‹ sh ›                           |             | /x/ ‹ x › /ɣ/ ‹ gh ›            | /xʷ/ ‹ xw ›                           | /χ/ ‹ x̣ ›                       | /χʷ/ ‹ x̣w ›                         | /h/ ‹ h › /hʷ/ ‹ hw › |
| Nasale         | /m/ ‹ m › /mː/ ‹ mm ›           | /n/ ‹ n › /nː/ ‹ nn ›                 |                                       |                                      |             |                                 |                                       |                                 |                                     |                       |
| Spirante       |                                 |                                       | /l/ ‹ l › /lː/ ‹ ll ›                 |                                      | /j/ ‹ y ›   |                                 | /w/ ‹ w ›                             |                                 |                                     |                       |
| Préglottalisée | /ʔm/ ‹ ’m ›                     | /ʔn/ ‹ ’n ›                           | /ʔl/ ‹ ’l ›                           |                                      | /ʔj/ ‹ ’y › |                                 | /ʔw/ ‹ ’w ›                           |                                 |                                     |                       |